# 日本国憲法第23条
日本国憲法 第23条（にほんこく（にっぽんこく）けんぽう だい23じょう）は、日本国憲法の第3章にある条文で、学問の自由について規定している。

## 条文
日本国憲法 - e-Gov法令検索

第二十三条学問の自由は、これを保障する。

## 解説
学問の自由の保障の範囲は、①学問研究の自由、②研究成果発表の自由、③教授の自由(教育の自由)、④大学の自治の4つの内容に及ぶ。
学問研究の自由
学問研究とは、真理の探究に向けられた知的活動を指す。研究において、国家から研究内容について干渉されたり制限されたりすることのない自由をいう。このような自由は日本国憲法19条の思想・良心の自由の保障にも含まれる。
研究成果発表の自由
学問研究の成果を論文や書籍の形で外部に公表する自由であり、日本国憲法21条の表現の自由の側面を持つ。
教授の自由(教育の自由)
研究成果を講義という形で学生に教える自由をいう。この自由は研究成果発表の自由の一形態でもある。
大学の自治
大学の自治において、東大ポポロ事件最高裁判決は、「大学における学問の自由を保障するために、伝統的に大学の自治が認められている。」とし、その内容について、①学長・教授等の教員人事の自治、②大学の施設管理・学生管理の自治の2点をあげる。

## 立法の経緯
大日本帝国憲法は、プロイセン憲法を範に制定されたものであるが、日本国憲法23条のような学問の自由の保障規定を持たなかった。しかし、大学設立の必要性は説かれ続けた。1886年には、ドイツで1810年に開学されたベルリン大学を参考に帝国大学令が出され、道の学問への探求を旨とした大学設立の基礎が形作られた。とはいうものの、その設置目的は国家に役立つ人材の育成を目的としたものであり、教員に対しても国の官吏として天皇への忠誠を義務付けるなど、真理の探究という国家権力から自由な学問研究とは程遠い状況であった。
1933年の瀧川事件、1935年の天皇機関説事件などは、大学や研究者が学問の自由や大学の自治を主張して政治的干渉や圧力に屈しなかったことを示すものといえる。
このような歴史的経緯に基づき、日本国憲法において学問の自由を保障する規定が設けられた。

## 沿革

### 大日本帝国憲法
なし

### GHQ草案
「GHQ草案」、国立国会図書館「日本国憲法の誕生」。

#### 日本語
第二十二条学究上ノ自由及職業ノ選択ハ之ヲ保障ス

#### 英語
Article XXII.Academic freedom and choice of occupation are guaranteed.

### 憲法改正草案要綱
「憲法改正草案要綱」、国立国会図書館「日本国憲法の誕生」。

第二十一国民ハ凡テ研学ノ自由ヲ保障セラルルコト

### 憲法改正草案
「憲法改正草案」、国立国会図書館「日本国憲法の誕生」。

第二十一条学問の自由は、これを保障する。

## 関連訴訟
- 東大ポポロ事件
- 悪徳の栄え事件
- 富山大学事件